# جک هندرسون
جک هندرسون (انگلیسی: Jack Henderson؛ ۱۴ مه ۱۸۷۷ – ۱ ژانویه ۱۹۵۷) بازیگر اهل ایالات متحده آمریکا بود.
از فیلم‌هایی که وی در آن نقش داشته‌است، می‌توان به دست‌انداختن کارمن، مردان کوچک و دل در گرو اشاره کرد.